# Aubigny-en-Plaine
Aubigny-en-Plaine is een gemeente in het Franse departement Côte-d'Or (regio Bourgogne-Franche-Comté) en telt 319 inwoners (1999). De plaats maakt deel uit van het arrondissement Beaune.

## Geografie
De oppervlakte van Aubigny-en-Plaine bedraagt 6,3 km², de bevolkingsdichtheid is 50,6 inwoners per km².
De onderstaande kaart toont de ligging van Aubigny-en-Plaine met de belangrijkste infrastructuur en aangrenzende gemeenten.

## Demografie
Onderstaande figuur toont het verloop van het inwonertal (bron: INSEE-tellingen).